# Phục bích tại Azerbaijan
Phục bích (tiếng Trung: 復辟), còn được phiên âm là phục tích hay phục tịch, nghĩa đen là "khôi phục ngôi vua" là trường hợp một quân chủ đã từ nhiệm hoặc đã bị phế truất hay từng bị lật đổ bởi các cuộc cách mạng và đảo chính trong nước, thậm chí phải lưu vong do nạn ngoại xâm nhưng sau đó khôi phục lại được ngôi vị của mình. Dưới đây liệt kê những cuộc phục bích tại Azerbaijan.

## Vương triều Girdyaman
- Varaz Tiridat I (tại vị:680-699, phục vị:704-705)

Năm 699, Varaz Tiridat I đánh mất ngôi vị bởi Shiruy, ông phải lưu vong sang Byzantium và sống ở Constantinople trong 5 năm. Năm 704, Varaz Tiridat I phục tịch nhưng chỉ được một năm thì mất, vương triều Girdyaman bị bãi bỏ, kể từ đó hoàn toàn chịu sự thống trị của Ả Rập theo quan điểm thực tế và pháp lý.

## Vương quốc Yeni Shamakha
- Aghazi Khan (tại vị:1763-1768, phục vị:1778-1786)

Năm 1768, Aghazi Khan đánh mất ngôi vị, kẻ chiếm đoạt là Fath Ali Khan (1768-1769). Tiếp đó đến lượt Abd Allah Beg (1769-1770, rồi Ildar Beg (1770-1778) lần lượt giành được quyền thống trị vương quốc Yeni Shamakha, đến năm 1778 Aghazi Khan mới đòi được ngôi báu của mình.

## Shaki Khanate
- Mohammad Hassan (tại vị:1783-1795, phục vị:1797-1805)

Năm 1795, Mohammad Hassan mất ngôi, nguyên nhân bởi một trong những hành vi đầu tiên của ông là bắt người anh em cùng cha khác mẹ Fatali, chọc mù mắt và quản thúc tại gia. Sở dĩ người này được giới quý tộc Arash Mahal ưa chuộng hơn, điều đó khiến Salim Khan, một người anh em cùng cha khác mẹ chạy trốn đến Djaro-Belokani vào năm 1785, ông này ngấm ngầm xây dựng lực lượng chờ đợi thời cơ đoạt vị. Salim Khan đánh chiếm Shaki Khanate khi Muhammad Hasan tới thăm Agha Mohammad Khan Qajar ở Karabakh vào tháng 11/12/1795, trong khi Salim Khan thua trận gần Goynuk, thì một vụ bắt giữ bất ngờ của Muhammad Hasan bởi Mostaha khan Davalu (một vị tướng dưới thời Agha Muhammad) về tội phản quốc, đã khiến ông ta chiếm lại Shaki Khanate bằng cơ hội này. Muhammad Hasan khan bị Qajars chọc mù mắt và gửi đến Tabriz làm con tin, trong khi đó 7 người con trai chưa đủ tuổi của ông đã bị Salim Khan xử tử. Mohammad Hassan đã được khôi phục quyền lực trong cuộc tái chiếm Transcaucasus của Agha Muhammad năm 1797, ông đã phế truất Salim Khan vào ngày 9 tháng 5 năm 1797 với sự giúp đỡ từ Mustafa khan của Shirvan.
- Salim Khan (tại vị:1795-1797, phục vị:1805-1806)

Năm 1797, triều đại đầu tiên của Salim Khan kết liễu đột ngột khi diễn ra cuộc viễn chinh từ phía đế quốc Nga trong chiến dịch mới của Kavkaz và Agha Mohammad, sự kiện trên đã buộc ông phải chạy trốn khỏi tổ quốc. Được Mustafa khan của Shirvan hỗ trợ nhiệt tình, Mohammad Hassan trở lại phục bích, tuy vậy triều đại thứ hai của Mohammad Hassan buộc phải chấm dứt khi mối quan hệ của ông ta với Shirvan lại căng thẳng. Trong thời gian đó, Salim Khan không ngừng đấu tranh để giành lại ngai vàng và tìm kiếm sự giúp đỡ của Mustafa khan. Muhammad Hasan đã đầu hàng Must Must khan, người đã tha thứ cho ông ta và phái những kẻ độc ác cai quản Shaki như một phần của Shirvan, trong khi Salim Khan thông báo cho anh trai Fatali về sự phản bội này, người dân địa phương đã tôn Fatali Khan lên ngôi thay vì Muhammad Hasan và Salim Khan bất chấp Shirvan. Salim Khan buộc Fatali Khan phải từ chức một thời gian ngắn vào năm 1805 và đánh bại Mustafa khan với sự hỗ trợ từ Tsitsianov, người đã gửi cho ông 300 binh sĩ, cuối cùng ông đệ trình lên chính quyền Nga vào ngày 2 tháng 6 năm 1805 và sớm được trao tặng cấp bậc trung tướng theo lệnh của Alexander I. Sau đó, ông cũng đã qua trung gian đệ trình của Mustafa khan, buộc ông phải trở thành đối tượng người Nga vào ngày 6 tháng 1 năm 1806, cuộc phục bích này cũng chỉ tồn tại khoảng một năm. Sau vụ giết người của Tsitsianov tại thành phố Baku vào ngày 20 tháng 2 và vụ thảm sát gia đình của Ibrahim Khalil Khan (bao gồm cả chị gái của Salim Khan) bởi người Nga vào ngày 2 tháng 6 năm 1806, Salim Khan đã trục xuất quân đồn trú của Nga khỏi Shaki Khanate vào ngày 24 tháng 6 năm 1806. Tướng Pyotr Nebolsin của Nga đã tấn công vào tháng 11 để trả thù và đánh bại 8000 quân Shaki Khanate mạnh gồm lính đánh thuê Dagestan, ông thất thế buộc phải đào vong sang Ba Tư.

## Baku Khanate
- Mirza Muhammad Khan II (tại vị:1783-1791, phục vị:1792, tái phục vị:1797)

Năm 1791, mối quan hệ vốn căng thẳng giữa Ahmed Khan của Quba và Mirza Muhammad Khan II bùng phát đến mức đỉnh điểm, Muhammadquli Khan (chú của Mirza Muhammad Khan II) đã cố gắng chiếm đoạt khanate bằng cách sử dụng sự thiếu kinh nghiệm của cả Ahmed Khan và Mirza Muhammad, ông ta bảo đảm với Ahmed Khan về lòng trung thành của mình nếu được trao ngôi khanate. Ahmed Khan không chấp nhận, lập tức gửi một đội quân đến thành phố Baku để khuất phục Muhammadquli Khan, vì lực lượng bảo vệ ở Baku chỉ bao gồm khoảng 500 người, Mirza Muhammad Khan II quyết định thoái vị để ủng hộ chú mình. Mirza Muhammad Khan II di chuyển đến Quba, nhưng Muhammadquli Khan đã phản bội các hiệp ước và tuyên bố độc lập, Ahmed khan đáp lại bằng việc huy động quân đội tấn công vào thành phố Baku nhằm khôi phục Mirza Muhammad Khan II. Tuy nhiên, Ahmed khan lại bị Muhammadquli Khan đánh bại nên uất hận qua đời, Shaykhali Khan kế nhiệm, Mirza Muhammad Khan II một lần nữa được giao cho quân đội diễu hành trên đảo Baku, Shaykhali Khan tiếp tục yêu cầu bá tước Ivan Gudovich bao vây thành phố Baku. Muhammadquli Khan nhanh chóng gửi thư đệ trình tới đế chế Nga, yêu cầu giúp đỡ, Gudovich ra lệnh cho đô đốc Pyotr Shishkin đối phó để giải quyết vấn đề vì lợi ích của Nga. Tuy nhiên, lệnh này bị trì hoãn vì không rõ lý do và Baku bị bắn phá, Muhammadquli khan đã làm hòa với Shaykhali Khan và sớm ngã bệnh và qua đời, Mirza Muhammad Khan II nhờ vậy được bổ nhiệm làm Khan một lần nữa vào năm 1792 bởi Shaykhali Khan. Tuy nhiên, các quý tộc thành phố đứng đầu là Selimkhanov đã tuyên bố em họ của Mirza Muhammad Khan II là Huseyngulu Khan là khan mới của họ, ông thua cuộc lại trốn chạy sang Quba. Sau đó, Mirza Muhammad Khan II thực hiện việc bao vây thành phố Baku và buộc Huseyngulu Khan phải chia doanh thu của khanate, Huseyngulu Khan đâu có chịu nên đã bí mật mở một cuộc tấn công ban đêm vào Balakhani với quân tiếp viện từ Shirvan năm 1795 và buộc Mirza Muhammad Khan II phải lánh nạn ở Quba một lần nữa. Chưa dừng lại ở đó, Mirza Muhammad Khan II đã lấy lực lượng từ Shaykhali và định vị trên đường absheron, chặn các tuyến đường thương mại và tiếp tế. Huseyngulu Khan đã gửi Manaf cầu xin Selimkhanov yêu cầu Gudovich giúp đỡ, Mirza Muhammad Khan II bị bắt trong cuộc phục kích của quân đội Nga. Chẳng bao lâu nhờ sự giúp đỡ của Mostaha Khan, anh em họ đã làm hòa và Mirza Muhammad Khan II quay trở lại Quba, trong khi vẫn giữ được thu nhập của mình từ các mỏ dầu ở Baku. Khi nghe tin Huseyngulu Khan đã bị Agha Mohammad Khan Qajar bắt giữ tại Karabakh vào năm 1797, Mirza Muhammad Khan II vội vã chiếm lấy thành phố Baku để lên ngôi lần thứ ba. Tuy nhiên, vụ ám sát Agha Mohammad Khan Qajar và sự xuất hiện nhanh chóng của Huseyngulu khan đã phá hỏng kế hoạch của ông. Sau một hiệp ước mới, Mirza Muhammad Khan II định vị mình ở Mashtaga, đóng vai trò là phó khan. Năm 1803, ông lại bị Huseyngulu Khan tấn công một lần nữa ở Mashtaga, lần này với sự giúp đỡ của Mostafa khan, Mirza Muhammad Khan II trốn đến Quba và bắt đầu tìm cách tập hợp quân đội. Ông gia nhập quân đội của tướng Nga Sergei Bulgakov vào tháng 7 năm 1806, họ cùng nhau đánh bại Huseyngulu Khan vào ngày 6 tháng 10 năm 1806.
- Huseyngulu Khan (tại vị:1792-1797, phục vị:1797-1806)

Năm 1797, Huseyngulu Khan bị bắt giữ bởi Agha Mohammad Khan Qajar, Mirza Muhammad Khan II thừa cơ trở lại phục bích. Ít lâu sau, Agha Mohammad Khan Qajar bất ngờ bị ám sát, Huseyngulu Khan tận dụng tình huống này trốn thoát khỏi nhà tù, ông quay lại đánh bật Mirza Muhammad Khan II khỏi Baku. Sau đó hai bên ký hiệp ước phân chia quyền lực, Mirza Muhammad Khan II làm phó khan, đồn trú tại Mashtaga. Những năm sau đó, Mirza Muhammad Khan II và Huseyngulu Khan thường xuyên xung đột với nhau, kết quả cuối cùng Mirza Muhammad Khan II được đế quốc Nga chống lưng đã giành thắng lợi quyết định vào năm 1806, Baku Khanate chấm dứt sự tồn tại, sáp nhập vào lãnh thổ của Nga Hoàng.

## Vương quốc Urmia
- Fatali Khan Afshar Arashlu (tại vị:1747-1755, phục vị:1756-1757)

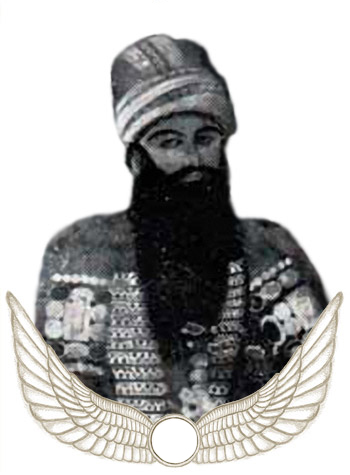
Muhammad Hasan Khan Qajar

Năm 1755, Muhammad Hasan Khan Qajar đánh chiếm Urmia, người ủng hộ đối thủ Azad Khan Afghanistan, Fatali Khan Afshar Arashlu tháo chạy đến Tabriz. Năm 1756, Azad Khan Afghanistan đã lợi dụng Muhammad Hasan Khan Qajar bị từ chối trong cuộc bao vây Xiraz của họ để lấy Isfahan và Urmia và truy đuổi Muhammad Hasan Khan Qajar rút lui vào bờ biển Caspi, Fatali Khan Afshar Arashlu nhờ đó phục bích. Nhưng trong một cuộc tấn công bất ngờ vào Rasht vào mùa đông 1756-1757, Muhammad Hasan Khan Qajar đã đánh bại Azad Khan Afghanistan và sau đó trục xuất ông ta khỏi Azerbaijan. Muhammad Hasan Khan Qajar lần đầu tiên chiếm đóng Tabriz và sau trận chiến đẫm máu vào tháng 6 năm 1757, Fatali Khan Afshar Arashlu của Urmia đã không thể giữ nổi đất nước, Muhammad Hasan Khan Qajar tái chiếm Urmia, Fatali Khan Afshar Arashlu và Azad Khan Afghanistan chạy trốn cùng với những người theo ông đến Baghdad.
- Muhammad Hasan Khan Qajar (tại vị:1755-1756, phục vị:1757-1759)

Năm 1756, Muhammad Hasan Khan Qajar bị trục xuất khỏi vương quốc Urmia bởi Azad Khan Afghanistan và Fatali Khan Afshar Arashlu. Nhưng chỉ một năm sau, ông đã lấy lại vị thế khi mở cuộc tập công táo bạo khiến các đối thủ không kịp phòng bị, họ đều phải bỏ chạy đến Baghdad.
- Muhammad Quli Khan Afshar Kasimlu (tại vị:1784-1795, phục vị:1797)

Năm 1795, Qasim Khan Afshar Kasimlu đoạt được quyền lực trong tay Muhammad Quli Khan Afshar Kasimlu. Năm 1796, Mustafa Quli Khan Afshar Kasimlu đánh đổ Qasim Khan Afshar Kasimlu để bước lên ngôi báu. Năm 1797, Muhammad Quli Khan Afshar Kasimlu trở lại ngai vàng, nhưng cũng ngay trong năm đó ông đã để mất vị thế bởi Hussein Khan Gulu Afshar Kasimlu với khuynh hướng thân Ba Tư, vương quốc Urmia từ đây trở thành chư hầu của đế quốc Ba Tư cho đến khi bị diệt vong hoàn toàn vào năm 1865.

## Vương quốc Karadagh
- Mustafakuli khan (tại vị:1763-1782, phục vị:1786-1791)

Năm 1782, Mustafakuli khan chuẩn bị cho một cuộc tấn công vào Khanate Karabakh, nhưng người cai trị Karabakh đã có được thông tin tình báo nên chủ động tiến đánh trước. Khan Ibrahim Khalil của Khanate Karabakh tổ chức tập kích bất ngờ Vương quốc Karadagh bằng quân đội của mình và quân đoàn Dagestan, họ tàn phá thủ đô mới là Gurşt, các cư dân chạy trốn tán loạn, Mustafakuli khan bị bắt, chịu cảnh giam cầm trong pháo đài Shusha. Trong thời gian Mustafakuli Khan không có trong nước, con trai của ông là Ismail Khan đã trở thành người cai trị mới của Karadakh, nhưng chỉ một năm sau Necef Kulu Khan (em ruột Mustafakuli Khan) đã giành được quyền lực từ tay Ismail Khan. Mustafakuli khan yêu cầu Khan Ibrahim Khalil phế truất Necef Kulu Khan, Khan Ibrahim Khalil đã lừa bắt được ông ta, đem về nhốt ở Şuşa vào năm 1786. Cùng lúc đó, Mustafakuli Khan được ân xá và một lần nữa cai trị Karadagh, tuy nhiên với điều kiện con trai ông Ismail khan bị giữ làm con tin tại Khanate Karabakh.
- Ismail khan (tại vị:1782-1783, phục vị:1791-1797)

Năm 1782, Ismail khan từ chối nộp thuế, Khan Ibrahim Khalil lập tức gửi một đội quân hùng hậu đến áp đảo và yêu cầu các khoản thuế mà ông phải trả, do ông không chịu nên đã bị hạ bệ vào năm 1783, Necef Kulu Khan là người thế chỗ. Năm 1786, cha của Ismail Khan đã được trao một bản cam kết của Aghamuhammed Shah Govanli-Qajar, theo đó ông phải sang Khanate Karabakh làm con tin để đổi lấy việc phục bích của cha mình. Năm 1791, Mustafakuli khan qua đời, Ismail khan được phóng thích hồi hương, nhờ vậy ông đăng cơ lần thứ hai.